# Rosanovia hulthemiae
Rosanovia hulthemiae là một loài côn trùng cánh nửa trong họ Aleyrodidae, phân họ Aleyrodinae.
Rosanovia hulthemiae được Danzig miêu tả khoa học đầu tiên năm 1969.